# 宮白桃子
宮白桃子（日语：／ Miyashiro Momoko，5月9日—）是一名日本女性聲優，埼玉縣出身，Stay Luck所屬。

## 來歷
2019年，進入Follow-Up養成所。2022年，加入Stay Luck。

## 人物
特技是唱歌、跳舞。興趣是卡拉OK、散步、Cosplay。

## 演出作品
※粗體字為主要角色。

### 電視動畫
2023年
- 肌肉魔法使-MASHLE-（考生[3]）

2024年
- 藥師少女的獨語（禿[4]）
- 肌肉魔法使-MASHLE- 神覺者候補選拔試驗篇（學生[3]）
- 最強肉盾的迷宮攻略～擁有稀少技能體力9999的肉盾，被勇者隊伍辭退了～（人造人B[5]）
- 吸血鬼男子宿舍（女性客B[6]）
- 少女樂團 吶喊吧（愛[7]）
- 不時輕聲地以俄語遮羞的鄰座艾莉同學（女學生[8]、女性客[8]、小學同學[8]、學生[8]）
- 前輩是偽娘（同級生A[9]）
- 【我推的孩子】 第2期（女性客[10]）
- 神之塔 -Tower of God- 王子的歸還 / 工房戰（助手機器人[11]）

2025年
- 終究，與你相戀。[12]
- 吸吸吸吸吸血鬼（女學生[13]）
- 金牌得主（鬼寅環奈[14]）
- 拜託請穿上，鷹峰同學（女學生B[15]）
- Classic★Stars – 古典樂★之星（女子[16]）
- 涅庫羅諾美子的宇宙恐怖秀（英语：ネクロノミ子のコズミックホラーショウ）
- 噗妮露是可愛史萊姆第二季（客人）

### 劇場版動畫
2024年
- 劇場版 藍色監獄 -Episode凪-[17]

## 外部連結
- 宮白 桃子｜ステイラック公式サイト
- 宮白桃子的X（前Twitter）
- 宮白桃子的Instagram帳戶